# چانگ مونگ-کو
چانگ مونگ-کو (به انگلیسی: Chung Mong-koo) (زاده ۱۹ مارس ۱۹۳۸) کارآفرین، صنعتگر و مدیر ارشد اجرایی کره‌ای است، که اکنون به‌عنوان مدیر عامل اجرایی و رییس هیئت مدیره شرکت هیوندای موتور گروپ فعالیت می‌نماید. این شرکت هم‌اکنون پس از شرکت‌های جنرال موتورز، گروه فولکس‌واگن و تویوتا، چهارمین خودروساز بزرگ جهان، به‌شمار می‌آید.
وی بزرگترین پسر از ۸ پسر چانگ جو-یانگ، بنیانگذار گروه شرکت‌های هیوندای می‌باشد، که پس از کناره‌گیری و بازنشستگی وی و تفکیک شرکت‌های تحت مدیریت هیوندای، در سال ۱۹۹۸ کنترل گروه هیوندای موتور را در دست گرفت.
امروزه شرکت هیوندای موتور گروپ، دارای ۴۲ شرکت تابعه و زیرمجموعه می‌باشد و پس از شرکت‌های سامسونگ و ال‌جی گروپ به‌عنوان سومین شرکت خوشه‌ای کره جنوبی شناخته می‌شود.